# 구사카베촌 (구마모토현)
구사카베촌(草部村)은 일본 구마모토현 아소군에 설치되었던 촌이다. 현재의 다카모리정의 일부에 해당한다.